# پیرنق
پیرنق یا همان پیرنی روستایی است که در استان اردبیل، شهرستان نیر، بخش مرکزی، دهستان دورسون خواجه قرار دارد.

## جمعیت
بر اساس سرشماری سال ۱۳۸۵ جمعیت این روستا ۲۳۱ نفر با ۵۲ خانوار بوده‌است.